# Soporte monopié

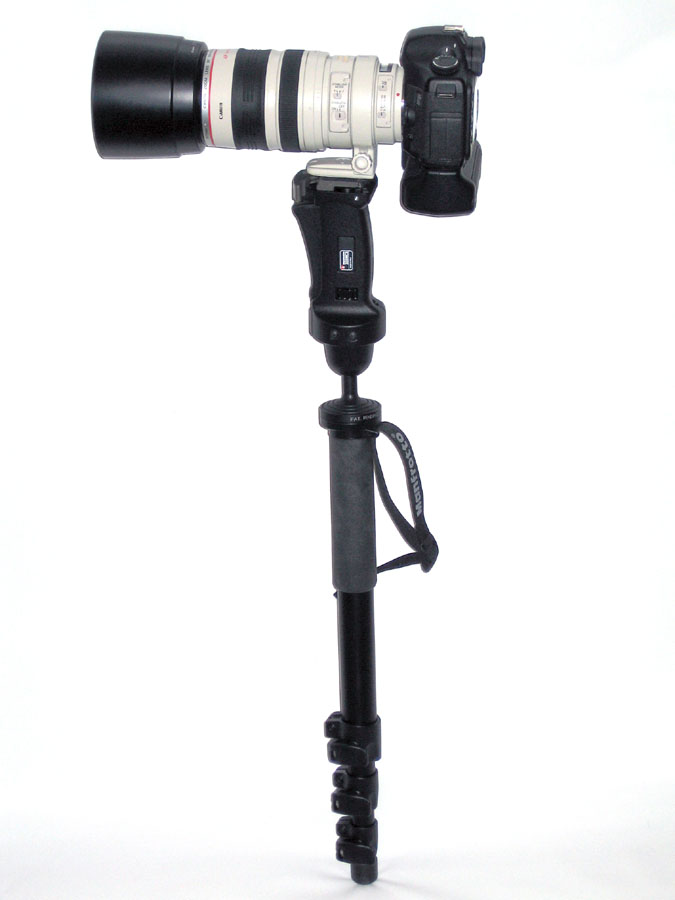
Cámara y teleobjetivo montados en un monopié.

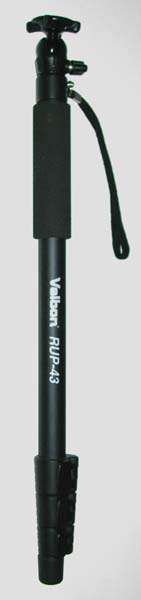
Monopié colapsado

Un soporte monopié, también conocido como monopodio, es un bastón o poste único que se utiliza para ayudar a sostener, al aire libre o en interiores, cámaras, binoculares, rifles u otros instrumentos de precisión.
Los monopiés que se utilizan con un teléfono inteligente o una cámara para tomar fotografías de selfies más allá del alcance normal del brazo se conocen como palos para selfies y (según el modelo) pueden tener conectividad Bluetooth.

## Soporte de cámara
El monopié permite sostener una cámara fija de forma más estable, lo que permite al fotógrafo tomar fotografías nítidas con velocidades de obturación más lentas y/o con lentes de distancia focal más larga. En el caso del vídeo, reduce el movimiento de la cámara y, por tanto, la mayoría de los pequeños movimientos aleatorios resultantes. Los monopiés son más fáciles de transportar y más rápidos de instalar que los trípodes convencionales, lo que los hace preferibles para la fotografía en movimiento (OTG).
Un fotógrafo OTG no puede transportar un trípode pesado y voluminoso, y cuando ve una toma potencial, no hay tiempo para molestarse en instalar un trípode complicado. Un monopié simple es fácil de transportar, fácil de configurar y permite al fotógrafo aprovechar la situación que se le presenta, al mismo tiempo que proporciona soporte a la cámara para capturar una imagen clara y nítida. Ejemplos de situaciones en las que es preferible un monopié incluyen fotografía de vida silvestre y deportes donde se puede aumentar dramáticamente la estabilidad de lentes largos, fotografía de viajes, particularmente alrededor de las horas doradas y, por supuesto, fotografía macro al aire libre, especialmente cuando se intenta fotografiar insectos, etc.
A diferencia de un trípode, los monopiés no pueden sostener una cámara, por sí solos de forma independiente. En el caso de las cámaras fotográficas, esto limita la velocidad de obturación que se puede utilizar. Todavía permiten exposiciones más largas que tomarlos de la mano y son más fáciles de transportar y usar que un trípode. Debido a que confiere menos estabilidad que un trípode, los monopiés pueden presentar dificultades al intentar obtener una buena imagen con fotografías con muy poca luz, es decir, de noche, y tomas en las que se necesita una cámara 100% estable, por ejemplo, para capturar estelas de luz o paisajes con extrema profundidad. de campo.

### Opciones de uso
Cuando se usa solo, elimina el movimiento de la cámara en el eje vertical. Cuando se usa en combinación con un apoyo contra un objeto grande, se forma un bípode; esto también puede eliminar el movimiento horizontal.
Muchos monopiés también se pueden utilizar como "beltpod", lo que significa que el pie del monopié puede descansar sobre el cinturón o la cadera del fotógrafo. Esto generalmente se usa en selfies para obtener tomas más claras al garantizar que la cámara no esté en movimiento con respecto al cuerpo.
Con un adaptador especial, los monopiés se pueden utilizar contra el "pecho", es decir, el Monopié descansa entonces sobre el pecho del fotógrafo. El resultado es que la cámara se sostiene de manera más firme que con la mano sola (aunque no tan firmemente como cuando el pie está plantado en el suelo), y la cámara/monopié es completamente móvil y viaja con los movimientos del fotógrafo. Esta técnica se utiliza ampliamente en videografía en la que el fotógrafo tiene que moverse con el sujeto, por ejemplo, escenas en primera persona, y también es especialmente útil para fotógrafos discapacitados.
Generalmente, en términos de movilidad versus estabilidad, si la movilidad aumenta, la estabilidad disminuye de la siguiente manera:
- Monopié apoyado sobre un tablero o superficie sólida (el más estable)
- Monopié  apoyado sobre superficie no sólida "Chestpod" / "Beltpod" (menos estable)

## Acoplamiento
Hay dos formas de acoplar una cámara a un monopié. La primera es atornillar la rosca del monopié directamente al cuerpo de la cámara. Esto está bien si se está usando una lente liviana y bastante pequeña. Si se utiliza un teleobjetivo largo y pesado, es mejor utilizar un anillo de montaje para trípode, que fija el monopié a la lente en lugar de fijarlo al cuerpo de la cámara, lo que proporciona un mejor equilibrio y evita que el monopié gire en las manos mientras se intenta colocarlo.
Hay varios tipos diferentes de cabezales monopié disponibles y los cabezales esféricos ofrecen la mayor flexibilidad, permiten tomar fotografías en orientación vertical u horizontal e inclinar la cámara para ajustarla a cualquier inclinación del monopié. Un monopié suele estar equipado con una bola giratoria, lo que permite cierta libertad para girar e inclinar la cámara mientras el monopié permanece relativamente estacionario.
Existen bastones para caminar o " bastones de trekking " que tienen un perno roscado de 1/4"-20 en la parte superior del mango, generalmente cubierto por una tapa cuando no están en uso, lo que les permite funcionar como monopié de cámara. Por lo general, el usuario necesitará llevar un adaptador giratorio de bola por separado y montarlo según sea necesario.

## Armas de fuego

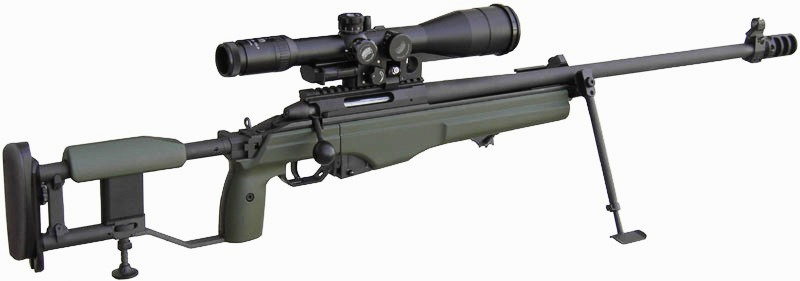
Un rifle de francotirador Sako TRG en su monopié estándar de fábrica debajo de la culata y su bípode.

Se puede utilizar un monopié para armas de fuego. Tienen la ventaja de ser ligeros y compactos, aunque cuando se utilizan en modo de disparo sólo pueden utilizarse con armas de fuego pequeñas. También se utilizan como "clavos de culata" como soporte trasero en rifles de precisión.

## Instrumentos ópticos y de medida de precisión.
Cuando se utiliza para soportar una brújula de mano o una  Burton Transit, el monopié se conoce como bastón de Jacob. Montar la brújula encima del bastón Jacob elimina los errores de lectura introducidos por los movimientos del cuerpo y permite tomar orientaciones más precisas hacia los objetivos.
Los monopiés conocidos como finnsticks también se utilizan para estabilizar binoculares de alta potencia (generalmente, 10 × o más) para permitir una visión clara sin sacudidas o bamboleos introducidos por los movimientos de la mano y el cuerpo del usuario. Con la introducción de los binoculares estabilizados giroscópicamente, el uso de soportes estabilizadores para binoculares ha disminuido en los últimos años.